# Беттола
Беттола (італ. Bettola) — муніципалітет в Італії, у регіоні Емілія-Романья,  провінція П'яченца.
Беттола розташована на відстані близько 400 км на північний захід від Рима, 145 км на захід від Болоньї, 31 км на південь від П'яченци.
Населення — 2879 осіб (2014).

## Демографія
Населення за роками:

Станом на 1 січня 2023 року в муніципалітеті офіційно проживали 202 іноземці з 27 країн, серед них 40 громадян країн Євросоюзу та 82 громадяни України.

## Сусідні муніципалітети
- Колі
- Фарині
- Гроппарелло
- Морфассо
- Понте-делл'Оліо
- Траво
- Вігольцоне